# 涡扇-20
涡扇-20是瀋陽發動機研究所研制，中國航發集團瀋陽黎明航空發動機有限責任公司制造的大涵道比涡轮风扇发动机，装备于运-20运输机。
渦扇-20亦是中國首款配備全權數位發動機控制系統的渦扇發動機，取代沿用多年的液壓式控制技術。
雖然渦扇-20原則上亦可用於民航機，但因為燃油效益及技術較同期研發的其他民用渦扇發動機（如CJ-1000A）遜色，所以不會在中國國產大型客機項目裡應用。

## 開發歷史
涡扇-20的推力约为140KN至160KN，2014年曾装配在伊尔-76实验平台上进行试飞，媒体拍到一台涡扇-20安装在实验平台左翼的，正在进行飞行测试。数年之后，一架伊尔-76试验机全部换装4具涡扇-20进行试验的照片被公布于网上；而网上于2019年2月传出的一张图片显示，曾在珠海航展飞行表演的运-20的783号原型机，在左机翼内侧换装一台与D-30KP-2/涡扇-18明显不同的大涵道比涡扇发动机，显示运-20开始进行测试涡扇-20工作。
2020年11月23日，装配涡扇-20的一架編號7810的运20完成首飞。

## 应用
- 运-20

## 外部連結
- WS-20 high-bypass turbofan （页面存档备份，存于）